# San José Chahuay
San José Chahuay är en ort i Mexiko.   Den ligger i kommunen Chemax och delstaten Yucatán, i den östra delen av landet, 1 200 km öster om huvudstaden Mexico City. San José Chahuay ligger 24 meter över havet och antalet invånare är 134.
Terrängen runt San José Chahuay är mycket platt. Runt San José Chahuay är det glesbefolkat, med 20 invånare per kvadratkilometer. Närmaste större samhälle är Chemax, 14,9 km sydväst om San José Chahuay. I omgivningarna runt San José Chahuay växer i huvudsak städsegrön lövskog.